# Eamon Farren
Eamon Farren (ur. 19 maja 1985) – australijski aktor teatralny i filmowy.

## Życiorys
Urodził się 19 maja 1985. Pochodzi z Gold Coast w stanie Queensland. W 2007 ukończył National Institute of Dramatic Art w Kensington (Sydney). W 2002 wystąpił w westernie Kim jesteś, przybyszu? w reżyserii Randy Haines. W 2009 w nagradzanym dramacie Błogosławiona w reżyserii Any Kokkinos. W 2010 powierzono mu rolę kaprala Johna Powella w serialu wojennym Pacyfik. W 2011 wystąpił w Przygodach Rudego w reżyserii Kriva Stendersa. W 2016 był wśród aktorów grających role epizodyczne w filmie Lion. Droga do domu w reżyserii Gartha Davisa. W 2017 pokazał się też w Twin Peaksie amerykańskim serialu telewizyjnym Davida Lyncha i Marka Frosta. W 2019 Netflix powierzył mu rolę Cahira w serialu Wiedźmin na motywach prozy Andrzeja Sapkowskiego.